# Arnold Vosloo
Arnold Vosloo (Pretoria, 16 de junio de 1962) es un actor y modelo sudafricanoestadounidense. Alcanzó la fama por su actuación en La momia (1999) y La momia regresa (2001), donde interpreta a Imhotep, el villano principal; también interpretó al Pick Van Cleaf en Hard Target, (Blanco Humano,1993) y a un coronel sudafricano Coetzee en la película Diamante de sangre (2006), y al francotirador y villano recurrente Jacob Broadsky en la serie Bones.

## Primeros años de vida
Arnold Vosloo nació en Pretoria, Sudáfrica, hijo de padres actores de teatro, Deon y Joyce, por lo que la familia solía viajar con frecuencia. Los Vosloo vivieron en Port Elizabeth, donde su padre dirigía un teatro ambulante, y en Alberton. Tiene una hermana llamada Nadia. 
Durante una entrevista con Charlie Rose, Vosloo señaló su parecido con el actor Billy Zane. Según Vosloo, cuando las personas se acercan a preguntarle si él era «el sujeto de Titanic», contesta «¡por supuesto!"» a forma de broma.

### Matrimonios
En 1988, Vosloo se naturalizó como ciudadano estadounidense y se casó con su coprotagonista de Act of Piracy, Nancy Mulford, aunque se divorciaron tres años después. El 16 de octubre de 1998, volvió a casarse, esta vez con Silvia Ahí. Tanto Vosloo como Ahí se transformaron en portavoces del International Fund for Animal Welfare.

### Carrera como actor
Después de estudiar actuación en la Performing Arts Council de Transvaal, Vosloo comenzó su carrera en teatro, ganando varios premios Dalro por sus interpretaciones en obras como Don Juan, Hamlet y Môre is 'n Lang Dag (Mañana es un largo día). Al poco tiempo se convirtió en un actor regular del State Theatre de Pretoria. También protagonizó Torch Song Trilogy y ganó otro premio por el programa televisivo Meisie van Suid-Wes (Una chica de Sudáfrica). 
En 1984, se trasladó al ámbito del cine donde siguió logrando distinciones por su actuación en películas tales como Boetie gaan Border toe (Mi hermanito va a la frontera, una comedia sobre la guerra de la frontera) y Círculos en el bosque (basada en el libro de Dalene Matthee) en 1990. Vosloo también participó en Morenga (1985), Sábado por la noche en el palacio (basada en la obra teatral de Paul Slabolepszy sobre el racismo en Sudáfrica), la secuela de Boetie, Boetie op maneuvers (Boetie de maniobra, 1986), Skeleton Coast (1987) y The Rutanga Tapes (1990).
Tras llegar a los Estados Unidos, Vosloo regresó al teatro, donde apareció en Nacido en la R.S.A. en el Northlight Theatre de Chicago y en Salomé (1992) junto con Al Pacino en Nueva York.
Su debut en una película estadounidense ocurrió en 1492: La conquista del paraíso (1992). Luego apareció en las dos secuelas de Darkman (Darkman II: The Return of Durant de 1994 y Darkman III: Die Darkman Die de 1996), tomando el lugar de Liam Neeson como el personaje del film. A continuación actuó en la película de John Woo Hard Target, protagonizada por Jean-Claude Van Damme. 
En 1999 Vosloo apareció en La momia (protagonizada por Brendan Fraser) y más tarde en su secuela de 2001, The Mummy Returns; en ambos filmes interpretó a Imhotep, un sacerdote del Antiguo Egipto. 
A la par de su carrera en cine, Vosloo realizó apariciones en varios programas de televisión, incluyendo Red shoe diaries, American Gothic (1995), Nash Bridges (1995), Charmed (2000) y Alias (2004). Fue uno de los personajes principales de Veritas: The Quest (2003) y también tuvo un papel importante en la cuarta temporada de 24 (2005), donde interpretó al líder terrorista Habib Marwan.
Apareció como el coronel mercenario Coetzee en la película Diamante de sangre (2006), que fue filmada en parte en Sudáfrica.
En 2009 interpretó al mercenario Zartan en G.I. Joe: The rise of Cobra.
En la sexta temporada de la serie Bones interpreta al antagonista Jacob Ripkin Broadsky, un francotirador que sirvió junto a Seeley Booth pero que ahora comienza a matar gente que él considera corrupta.
En el año 2015 participó de un capítulo de la cuarta temporada de la serie Grimm interpretando a un cazarrecompensas llamado Jonathon Wilde enviado por el Consejo Wesen para eliminar a una serie de objetivos entre los que se encuentra Nick Burkhardt.
En el año 2019 participa en la serie de televisión de Jack Ryan, en el papel de Jost Van Der Byl.

## Filmografía
| Año  | Título                                                 | Papel                       | Notas                                     |
| ---- | ------------------------------------------------------ | --------------------------- | ----------------------------------------- |
| 2022 | Ludik                                                  | director                    | Serie de televisión                       |
| 2019 | Jack Ryan                                              | Jost Van Der Byl            | Serie de televisión                       |
| 2015 | Grimm                                                  | Jonathon Wilde              | Serie de televisión                       |
| 2013 | G.I. Joe: Retaliation                                  | Zartan                      |                                           |
| 2013 | Elementary                                             | Narval                      | Serie de televisión                       |
| 2011 | Bones                                                  | Jacob Broadsky              | Serie de televisión                       |
| 2011 | Green Lantern: Emerald Knights                         | Abin Sur                    | Voz                                       |
| 2009 | G.I. Joe: The rise of Cobra                            | Zartan                      |                                           |
| 2008 | Odysseus and the Isle of the Mists                     | Odysseus                    |                                           |
| 2007 | Living & Dying                                         | Detective Rick Devlin       |                                           |
| 2007 | Hidden Camera                                          | Natas                       | Película para televisión                  |
| 2007 | Shark                                                  | Andre Zitofsky              | Serie de televisión                       |
| 2006 | Im Auftrag des Vatikans (Death Train)                  | Lennart                     | Película para televisión                  |
| 2006 | Diamante de sangre                                     | Coronel Coetzee             |                                           |
| 2005 | 24                                                     | Habib Marwan                | Serie de televisión; personaje recurrente |
| 2004 | Alias                                                  | Mr. Zisman                  | Serie de televisión                       |
| 2004 | Meltdown                                               | Khalid/Sands                | Película para televisión                  |
| 2004 | Forgiveness                                            | Tertius Coetzee             |                                           |
| 2003 | Veritas: The Quest                                     | Vincent Siminou             | Serie de televisión                       |
| 2003 | Agent Cody Banks                                       | Francois Molay              |                                           |
| 2003 | The Red Phone: Checkmate                               | Wolf                        | Película para televisión                  |
| 2002 | Endangered Species                                     | Warden                      |                                           |
| 2002 | Con Express                                            | Anton Simeonov              |                                           |
| 2002 | Warrior Angels                                         | Luke                        |                                           |
| 2002 | Global Effect                                          | Dr. Richard Hume            |                                           |
| 2001 | The Red Phone: Manhunt                                 | Wolf                        | Película para televisión                  |
| 2001 | The Mummy Returns                                      | Imhotep                     |                                           |
| 2000 | Charmed                                                | Darklighter                 | Serie de televisión                       |
| 1999 | Strange World                                          | Hombre de cabello oscuro    | Serie de televisión                       |
| 1999 | La momia                                               | Imhotep                     |                                           |
| 1998 | Rough Draft                                            | Stefan                      |                                           |
| 1998 | Progeny                                                | Dr. Craig Burton            |                                           |
| 1997 | The Saint                                              | Bully                       |                                           |
| 1997 | Zeus and Roxanne                                       | Claude Carver               |                                           |
| 1996 | Nash Bridges                                           | Alex Abe                    | Serie de televisión                       |
| 1996 | Darkman III: Die, Darkman, Die                         | Darkman/Dr. Peyton Westlake | Película directa a video                  |
| 1995 | American Gothic                                        | Rafael Santo                | Serie de televisión                       |
| 1995 | Perfect crimes                                         | MacMan                      | Serie de televisión                       |
| 1994 | Darkman II: El regreso de Durant                       | Darkman/Dr. Peyton Westlake | Película directa a vídeo                  |
| 1993 | Red Shoe Diaries 2: Double Dare                        | Bill                        |                                           |
| 1993 | Hard Target                                            | Pick van Cleaf              |                                           |
| 1992 | The Finishing Touch                                    | Mikael Gant                 |                                           |
| 1992 | 1492: La conquista del paraíso                         | Guevara                     |                                           |
| 1990 | Circles in a Forest                                    | Saul                        |                                           |
| 1990 | Living to Die                                          | Jimmy                       |                                           |
| 1990 | The Rutanga Tapes                                      | Assad                       |                                           |
| 1990 | Buried Alive                                           | Ken Wade                    |                                           |
| 1989 | Reason to Die                                          | Wilson                      |                                           |
| 1989 | The Revenger                                           | Mackie                      |                                           |
| 1988 | Act of Piracy                                          | Sean Stevens                |                                           |
| 1988 | Gor                                                    | Norman                      |                                           |
| 1987 | Skeleton Coast                                         | Blade                       |                                           |
| 1987 | Saturday Night at the Palace                           | Dougie                      |                                           |
| 1987 | Steel Dawn                                             | Makker                      |                                           |
| 1985 | Morenga                                                | Schiller                    |                                           |
| 1984 | Boetie gaan border toe (Mi hermanito va a la frontera) | Boetie                      |                                           |